# Ossian Studios
Ossian Studios Inc. — компанія, що займається розробкою рольових відеоігор, заснована 2003 року в місті Бернабі, Канада, Аланом Міранда та Елізабет Старр. Відома за розробку мобільної рольової гри The Shadow Sun, а також за розробку кількох доповнень до Neverwinter Nights і Neverwinter Nights 2.

## Історія

### Заснування компанії
Компанія Ossian Studios була заснована в 2003 році Аланом Міранда і його дружиною Елізабет Старр. Компанія названа на честь легендарного кельтського барда-воїна Оссіана, який розповідав про великі пригоди і подорожував по військовому раю, де воїни бенкетували, билися і вмирали, щоб на наступний день знову відродитися, бенкетувати і воювати вічно.

### Алан Міранда
Алан Міранда — колишній продюсер компанії BioWare, яка продюсувала Baldur's Gate II: Throne of Bhaal допомагав продюсувати Neverwinter Nights. До роботи на BioWare він був дизайнером в компанії Relic Entertainment, де працював над ігровою механікою та рівнями до RTS Impossible Creatures. Зараз він продюсує всі ігри, що випускаються Ossian Studios. Алан володіє дипломом бакалавра економіки Університету Британської Колумбії та дипломом з програмування дво- і тривимірних комп'ютерних ігор Школи Прикладної Комп'ютерної Графіки DigiPen.

## Розроблені відеоігри

### Darkness over Daggerford
Darkness over Daggerford — модуль для Neverwinter Nights, дія якого розгортається у всесвіті Forgotten Realms. Модуль привносить у гру нову систему світової карти з випадковими зустрічами, замок для гравця, п'ять нових музичних треків і багато іншого.
Журнал Computer Games Magazine в своєму огляді дав грі блискучу оцінку.

### Mysteries of Westgate
Mysteries of Westgate — доповнення (adventure pack) для Neverwinter Nights 2. Ігровий процес гри нелінійний і розрахований на 15 годин гри. Привносить у гру нових монстрів, музику й інші елементи, які можуть бути використані гравцями для створення власних рівнів. Дія розгортається в фентезійному світі Forgotten Realms.
Гра отримала позитивні відгуки від журналів PC Gamer Magazine і Games for Windows Magazine.

### The Shadow Sun
The Shadow Sun — рольова гра для мобільних пристроїв з операційною системою iOS і Android. Дія гри розгортається в однойменному всесвіті.
На відміну від попередніх ігор компанії, ця гра не пов'язана ні з рольовою системою Dungeons & Dragons, ні зі світом Forgotten Realms. Гру випущено 19 грудня 2013 року для iOS, а 21 листопада 2014 року — для Android.